# Euproctidion gabunica
Euproctidion gabunica är en fjärilsart som beskrevs av Holland 1893. Euproctidion gabunica ingår i släktet Euproctidion och familjen tofsspinnare. Inga underarter finns listade i Catalogue of Life.